# Phascogale
Phascogale är ett släkte i familjen rovpungdjur som består av två arter, den större Phascogale tapoatafa och den mindre Phascogale calura.

## Utbredning
Arterna finns på olika ställen i Australien. De lever bland annat i sydvästra Western Australia, i kontinentens norra del och vid den sydöstra kustlinjen av delstaten Victoria.

## Utseende
Dessa djur påminner om möss men deras svans är täckt av långa svarta hår. Annars är pälsen på ovansidan grå och på buken vitaktig. Arterna skiljer sig inte bara genom storleken från varandra. Hos den större är svansroten grå och hos den mindre är den rödaktig. Medan P. tapoatafa når en kroppslängd mellan 16 och 23 centimeter (utan svans) samt en vikt mellan 110 och 240 gram blir P. calura bara 9 till 12 centimeter lång och 40 till 70 gram tung. Svansen är hos bägge arter lika lång som övriga kroppen eller något längre. De nakna öronen är ganska långa. Med undantag av bakfötternas lilltå har alla tår klor.

## Ekologi
Arterna lever såväl i fuktiga regnskogar som i torra skogar. De är aktiva på natten och vilar på dagen i självbyggda bon av blad som placeras bland grenarna eller undantagsvis på marken. När djuret är aktiv ställer den svansens hår upprätt. På så sätt hotas troligen möjliga fiender eller svansen ska avlänka från övriga kroppen.
Individerna har ett revir som markeras med urin och avföring. Honornas territorier är cirka 40 hektar stor och hannarnas upp till 100 hektar. Honor tillåter inga individer av samma kön i sitt revir men hannarnas revir kan överlappas med reviret av en annan hanne eller av en hona.
Dessa djur är köttätare. De livnär sig av mindre däggdjur, fåglar, reptiler, insekter, spindlar och andra ryggradslösa djur. Enligt olika berättelser äter de ibland nektar.

## Fortplantning
Honor saknar en äkta pung (marsupium) men utvecklar hudveck kring spenarna som skyddar de nyfödda ungarna. Dräktigheten varar i ungefär 30 dagar och sedan föds oftast sju till åtta ungdjur men även kullar med en enda unge är kända. Dessa klamrar sig fast vid spanarna under de första 40 till 50 levnadsdagar. Sedan stannar de ensam i bon när modern letar efter föda. Efter cirka fem månader sluter honan att ge di och efter åtta månader är ungarna könsmogna.
I naturen dör hanar vanligen efter första parningen och hanar i fångenskap levde ytterligare två år men de saknade förmåga att fortplanta sig. Vilda honor kan ha två kullar i livet och de dör oftast vid slutet av andra levnadsåret.

## Hot
Populationen för bägge arter minskar på grund av införda fiender som tamkatter och rävar, dessutom omvandlas utbredningsområdet till betesmark för boskapsdjur. Numera listas bägge arter av IUCN som nära hotad (NT).